# Giovanni Strazza
Giovanni Strazza, né en 1818 à Milan, et mort en 1875, est un sculpteur italien.

## Biographie
Giovanni Strazza est un sculpteur lombard formé à Rome par Pietro Tenerani. Il enseigne à l’Académie des beaux-arts de Brera de 1860 à sa mort.
Lié au néo-classicisme, son œuvre révèle également les influences du romantisme tardif. Une de ses œuvres les plus célèbres est L'Audace Righetto (The brave Righetto, 1851, Milan, Palais Litta). Le succès de sa Vierge voilée l'a conduit a en produire nombre de variantes.
Il est le frère de l'éditrice Giovannina Lucca, épouse et collaboratrice de Francesco Lucca à la tête de la Casa musicale Lucca de Milan.

## Galerie

Œuvres de Giovanni Strazza
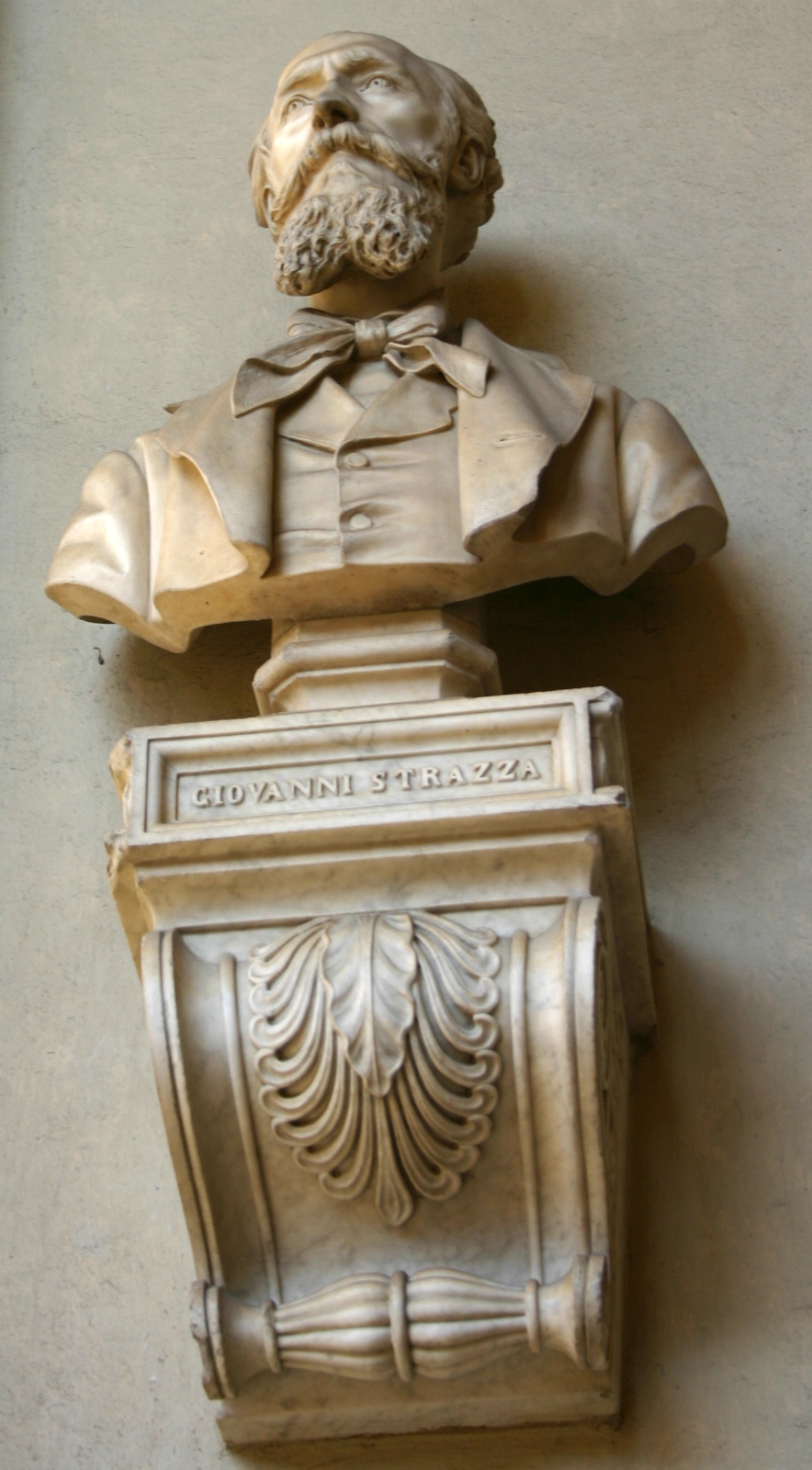
Giovanni Strazza, pinacothèque de Brera.
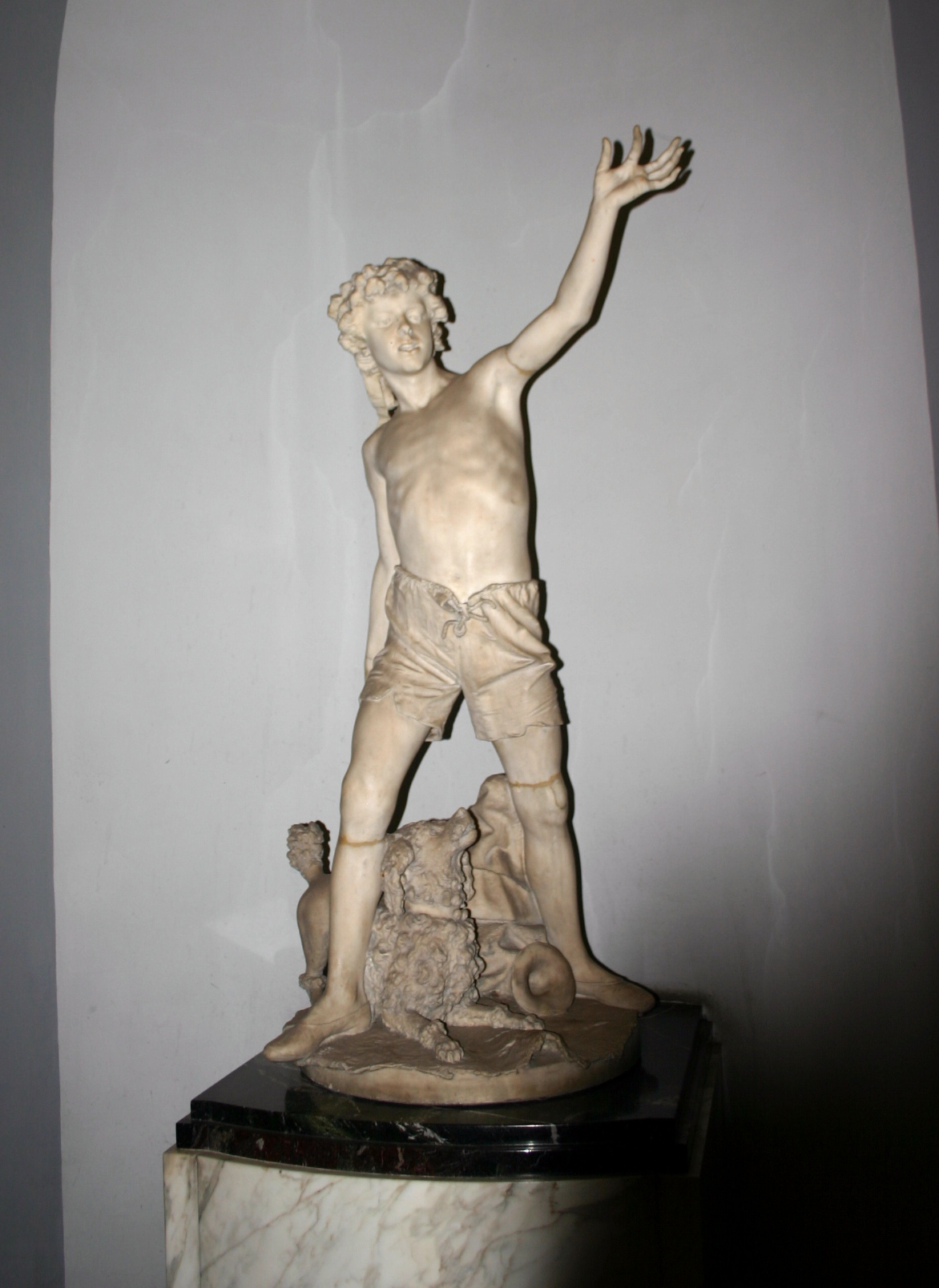
L'Audace Righetto (1851), Palais Litta.
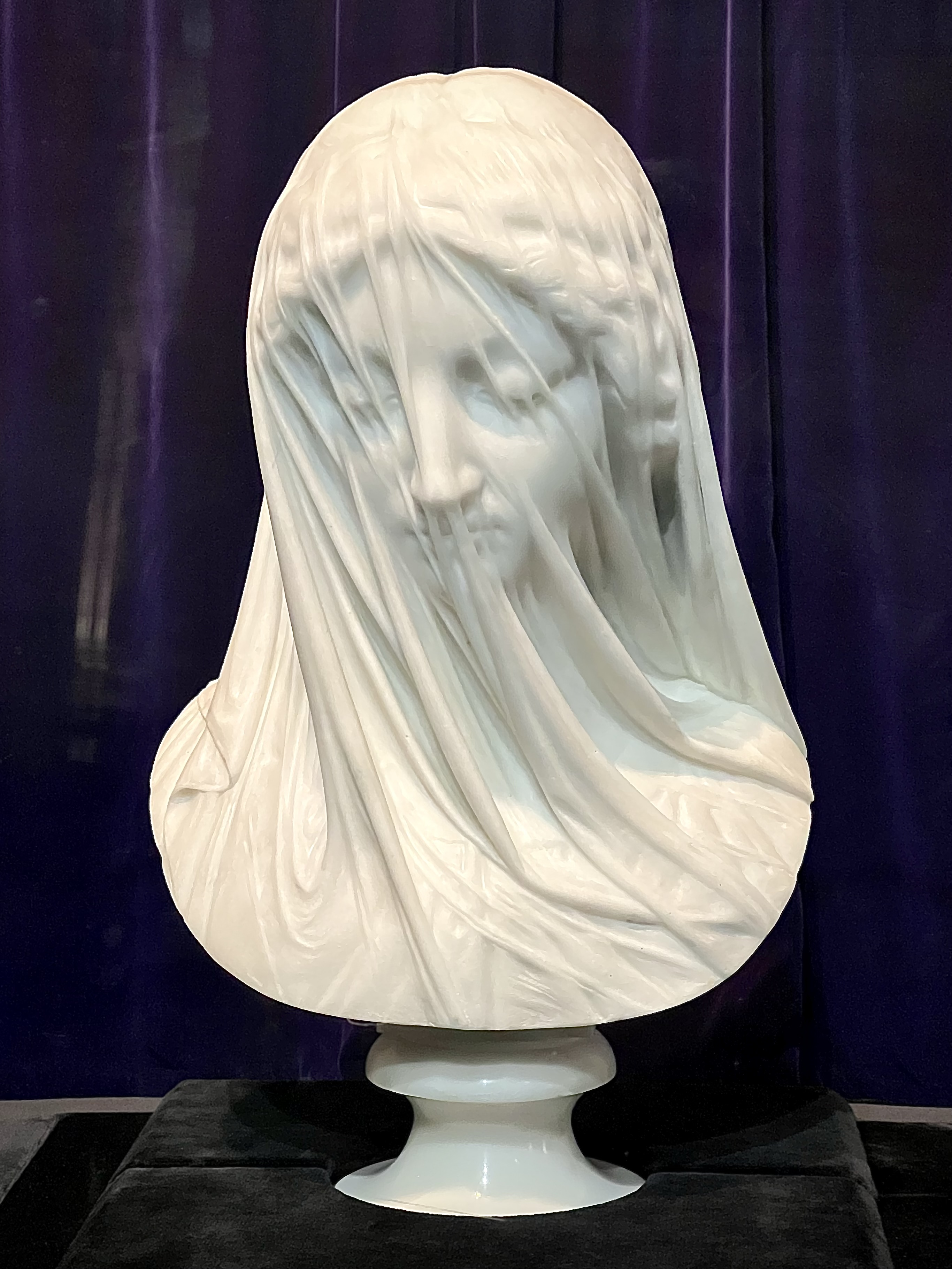
La Vierge voilée, circa 1850 (conservée par les Sœurs de la Présentation de Marie de l’Archidiocèse de Saint-Jean / Basilique Saint-Jean-Baptiste).